# Choix
Choix és la capçalera municipal del municipi de Choix a l'extrem nord de l'Estat mexicà de Sinaloa. Aquesta ciutat està a nord de Sinaloa. El nom Choix prové de la Cáhita choim que significa "brea", i aquest era aplicat a una tribu col·lectors de gomes o resines vegetals; aquest topònim significa, segons don Hèctor R. Olea, "lloc de brea" o "on habiten els col·lectors de resina".
Les principals activitats econòmiques d'aquest municipi són la ramaderia, l'agricultura, la pesca, el turisme i el comerç. Quant a ramaderia es produeixen animals de classes bovines, porcines, avícoles i caprines. Per part agrícola aquest municipi és màxim productor de sèsam a Mèxic, també es conrea fesol, blat de moro, etc. I en un futur es pensa sembrar nabius. Pel que fa a pesca en aquest municipi és apte per a la reproducció de peixos d'aigua dolça com la lobina, la bagra entre d'altres. En turisme es compten amb grans paisatges, monuments i edificis dels quals atrauen milers de turistes cada any.